# The Rhythm of the Night (álbum)
The Rhythm of the Night é o álbum de estreia do projeto Corona com produção e letras de Francesco Bontempi lançado em 21 de março de 1995. Inclui os hits mundiais "The Rhythm of the Night" e "Baby Baby". 

## Faixas
1. Baby Baby
2. Try Me Out
3. Get Up and Boogie
4. I Don't Wanna Be a Star
5. I Want Your Love
6. In the Name of Love
7. I Gotta Keep Dancin'
8. The Rhythm of the Night
9. Baby I Need Your Love
10. Don't Go Breaking My Heart
11. When I Give My Love
12. Do You Want Me
13. You Gotta Be Movin'
14. The Rhythm of the Night (Rapino Bros 7' Single)
15. Baby Baby (Dancing Divaz Club Mix)
16. The Rhythm of the Night (Lee Marrow Space Mix)

## Desempenho nas paradas musicais
| Parada musical (1995)          | Melhor posição |
| ------------------------------ | -------------- |
| Austrália (ARIA Charts)        | 10             |
| Finlândia (Mitä hittiä)        | 30             |
| Estados Unidos (Billboard 200) | 154            |
| Reino Unido (UK Albums Chart)  | 18             |
| Suíça (Schweizer Hitparade)    | 35             |